# Шпилер, Мина
Мина Шпилер (словен. Mina Špiler) — словенская певица.
Начала свою музыкальную карьеру в группе Melodrom в 1999 году, будучи студенткой факультета искусств. Приняла участие в записи одноимённого альбома группы, который стал дебютом в её музыкальной карьере. С 2006 по 2018 годы выступала в составе группы Laibach.

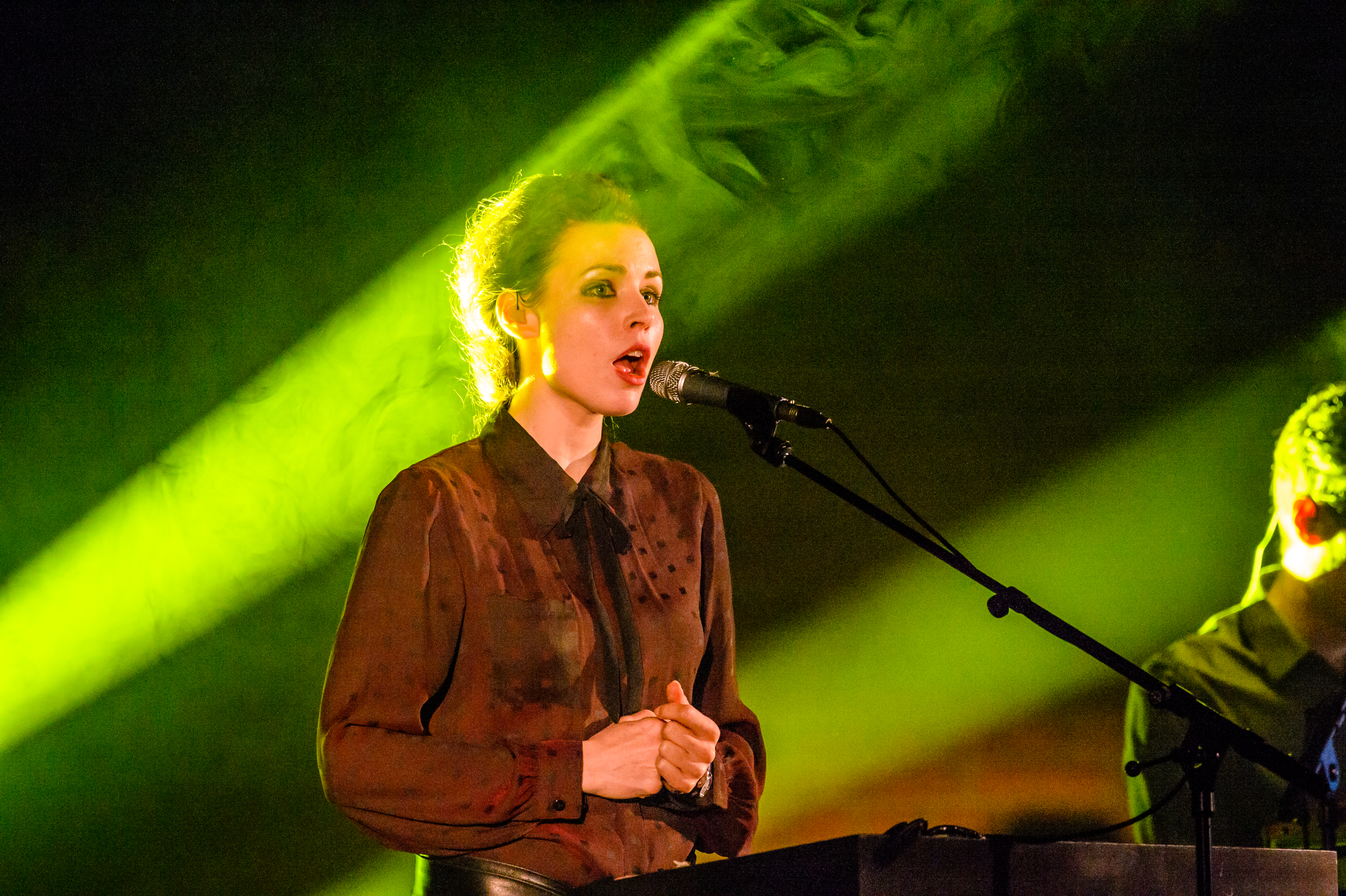
Шпилер в 2016 году

## Интересные факты
- На концерте Laibach в Москве сама исполняла на русском часть песни «Rossiya». Также в начале концерта она произнесла небольшую речь на немецком.[1]
- Записала кавер-версию песни «Ohne Dich» группы Rammstein.
- Занималась профессионально стрельбой из лука и гимнастикой[2]